# Macrolobium discolor
Macrolobium discolor är en ärtväxtart som beskrevs av George Bentham. Macrolobium discolor ingår i släktet Macrolobium och familjen ärtväxter.

## Underarter
Arten delas in i följande underarter:
- M. d. caudiculatum
- M. d. discolor
- M. d. egranulosum